# Matera
Matera és un municipi italià, situat a la regió de Basilicata i a la província de Matera. L'any 2015 tenia 60.446 habitants i és capital de la província homònima i la segona ciutat de Basilicata en població, així com el municipi més extens de Basilicata.
Entre 1663 i 1806 era la capital del Giustizierato de Basilicata en el Regne de Nàpols. Durant aquest període, la ciutat va experimentar un important creixement econòmic, comercial i cultural.
Coneguda pel nom de "Città dei Sassi" ("Ciutat dels Penyals" en català) o "Ciutat subterrània".
Matera va ser designada, juntament amb Plovdiv (Bulgària), Capital Europea de la Cultura 2019.

## Patrimoni de la Humanitat
I Sassi di Matera es va inscriure a la llista de la UNESCO com Patrimoni de la Humanitat el 1993: en va ser el primer lloc del sud d'Itàlia. El registre va ser motivat pel fet que constitueixen un singular ecosistema urbà, capaç de perpetuar el passat més remot, els modes de vida prehistòrics en les coves, fins a la modernitat. I Sassi di Matera és un exemple excel·lent d'una acurada utilització dels recursos en el temps de la natura: l'aigua, la terra i l'energia.
Hi va néixer Sant Joan de Matera, religiós i monjo del segle xii, i Egidio Romualdo Duni, famós compositor del segle xviii.

## Història
Els orígens de Matera daten de la prehistòria. Per la gran quantitat d'habitatges excavats al tuf (tipus de roca volcànica) també és coneguda com la "ciutat subterrània". Degut a la continuïtat de l'existència de l'home des del Paleolític fins a l'actualitat és considerada un dels assentaments més antics del món.
La ciutat va ser ocupada per les primeres colònies gregues d'Itàlia i després va estar sota la dominació romana. El 568 era territori dels longobards, expulsats el 612 pels romans d'Orient. Va ser reconquerida el 664 pels longobards i va formar part del ducat de Benevent.
L'any 867 continuava en mans dels longobards, els quals, degut a l'assetjament que patien per part dels sarraïns, van demanar la intervenció de l'emperador Lluís II, el qual la va incendiar per tornar-la a reconstruir. El 938 pateix altres incursions i saquejos per part dels sarraïns.
Va ser conquerida pels normands, que van crear el comtat de Matera, el qual va ser governat com un estat independent. El primer comte, el 1043, va ser Guillem d'Altavilla.
Al segle xv va pertànyer a la Corona d'Aragó. Els aragonesos es varen comprometre a mantenir-la sota la dependència de la corona, però no varen mantenir el seu compromís i la varen vendre al comte Giovan Carlo Tramontano, que era odiat per la població i va ser assassinat el 1514. Posteriorment es varen alternar períodes de llibertat i sotmetiment.

## Llocs d'interès
- Els "Sassi" de Matera